# 25-ös busz (Sopron)
A soproni 25-ös jelzésű autóbusz a Táncsics Mihály utca, Határőr laktanya és a Bécsi út, határátkelő között közlekedett, kizárólag a 2007-es schengeni határnyitási ünnepség idején. A szám jelzés mellett, HATÁRŐRSÉG JÁRAT felirattal is közlekedtek. A járatot a Kisalföld Volán üzemeltette.

## Útvonala
| Bécsi út, határátkelő felé | Táncsics Mihály utca, Határőr laktanya felé                                                                           |
| --- | --- |
| Táncsics Mihály utca, Határőr laktanya vá. – Faraktár utca – Teleki Pál utca – Lackner Kristóf utca – Bécsi út – Bécsi út, határátkelő vá. | Bécsi út, határátkelő vá. – Bécsi út – Lackner Kristóf utca – Selmeci út – Táncsics Mihály utca, Határőr laktanya vá. |

## Megállóhelyei
| 0 | Táncsics Mihály utca, Határőr laktanya végállomás | 11 |
| 9 | Bécsi út, határátkelő végállomás                  | 0  |